# 싸이언 옵티머스 Z
싸이언 옵티머스 Z(CYON Optimus Z)는 LG전자가 출시한 스마트폰이다. OS는 안드로이드 2.1 버전으로 출시되었다.

## 운영체제 업그레이드

### 안드로이드 2.2 프로요 업그레이드
SK텔레콤의 경우 2011년 1월 28일에, KT의 경우 2011년 2월 1일에 안드로이드 2.2 버전인 프로요(Froyo)로 업그레이드를 진행했다.